# Nedostatak hroma
Nedostatak hroma je metabolički poremećaj koji nastaje kao posledica nedovoljnog unosa mineralnih soli hroma u organizam i ćelije tkiva putem hrane. Kada je hrom prvi put predložen kao esencijalni element za normalan metabolizam glukoze 1959. godine ovaj stav je široko prihvaćen i kao takav ozbiljno primenjivan sve do 1990-ih. Međutim kako su od tada slučajevi nedostatka hroma, opisani, samo kod ljudi koji su celokupnu ishranu primali intravenozno tokom dužeg vremenskog perioda, njegov značaj je umanjen.

## Opšte informacije
Ljudsko telo sadrži 10 – 20 mg hroma koji se jednim delom nalazi u neorganskom obliku u ćelijskim jedrima, a drugim delom je inkorporiran u vrlo aktivni organski molekul koji se nazivaju faktor tolerancije glukoze (FTG), i deponovane su u jetri. 
Nakon određenog vremena hrom se u organizmu razgrađuje i u obliku neorganskih soli izbacuje putem mokraće. Dnevni gubitak hroma iz organizma čoveka iznosi 10 – 40 mikrograma, tu vrednost treba svakodnevnom i pravilnom ishranom nadoknaditi, kako bi u organizmu bilo dovoljno FTG molekula.
Iako je suštinski značaj hroma osporavan od pojedinih naučnih krugova. u Evropskoj unije on je prepoznat kao esencijalni nutrijent, a u Sjedinjene Države smatraju da je za normalan metabolizam neophodan adekvatan unos hroma, koji za odrasle osobe iznosi između 25 i 45 mg/dan, u zavisnosti od starosti i pola.
Stav o značaju unosu hroma, uticao je na pojavu dijetetskih suplementa koji sadrže hrom, i koji su široko dostupni u Sjedinjenim Američkim Državama, sa tvrdnjom o njegovim benifitima u metabolizmu glukoze u plazmi, hemoglobinu A1C i gubitku telesne težine. Međutim istraživanja pokazuju da su ti efekti skromne i bez naučnog konsenzusa da promene imaju klinički značajan uticaj.

## Metabolizam hroma
Mehanizam apsorpcije i metabolizma hroma još uvek nije sasvim izučen. Apsorpcija hroma iz intestinalnog trakta je niska, i u rasponu je od < 0,4 do 2,5% unete količine. Dok je ukupni unos hroma obrnuto proporcionalan količini hroma u hrani.
Jednom apsorbovan iz gastrointestinalnog trakta hrom dospeva u krv, vezan za transferin. Deo hroma se takođe vezuje i za albumin i na kraju se distribuira u različita tkiva organizma. Procenjuje se da odraslo ljudsko telo sadrži ukupno 4-6 mg hroma, uglavnog deponovanog u bubrezima, slezeni i testisima. Nivo tkivnog hroma se smanjuje s godinama. Izlučivanje hroma se odvija uglavnom kroz urin i malo preko fecesa.
Iako hrom verovatno ima ulogu enzimskog aktivatora i stabilizatora proteina i nukleinskih kiselina, njegova glavna aktivnost najverovatnije je da stimuliše sekreciju insulina, čime pomaže i u metabolizmu masti. [ 5 ] Hrom, koji u obliku faktora tolerancije glukoze (FTG) sadrži, osim hroma, nikotinsku kiselinu i aminokiselina (glicin, glutaminsku kiselinu i cistein), povećava delovanje insulina.

### Uloga hroma u metabolizmu masti
Uloga hroma u metabolizmu masti, prema nekim studijama je, povoljan efekat na funkciju holesterol i lipoproteinski holesterol. Na primer, kod zečeva koji su bili podvrgnuti hiperlipemičnoj ishrani (koje proizvodi plakove ateroskleroze), ubrizgavanjem hroma smanjen je nivo holesterola, kao i broj atheromskih plakova u arterijama. 
Studija sprovedena 1970. pokazala je da pojedinci koji su umrli od infarkta miokarda, izazvanog koronarnom bolesti, imali nižu koncentraciju hroma u tkivima, za razliku od onih koji su umrli iz drugih razloga. 
Novija studija su takođe pokazala da su pojedinci sa koronarnom bolešću imali niže stope serumskog hroma nego zdravi ispitanici. 
Takođe neke studija (Newton, 1978) su pokazali korelaciju između smanjene stope serumskog hroma i pojave koronarne bolesti, što je značajnija utcalo na korelacija u odnosu na druge faktora rizika (holesterol, krvni pritisak i telesna težina).
 
Propisivanje hroma pacijentima koji pate od poremećaja masnoće (200 mcg dnevno tokom dvanaest nedelja) pokazala je značajno smanjenje serumskih triglicerida i povećan nivo „dobrog" holesterola.

### Uloga hroma u metabolizmu glukoze
Iako mehanizam dejstva i odnos između hroma i insulina, nije dovoljno jasan, utvrđeno je da hrom potencira delovanje insulina kao regulator njegovog nivoa. U slučaju nedostatka hroma, u organizmu dolazi do povećanja koncentracije insulina; i visoke stope cirkulacije insulina su karakterističnom pojavom arterijskih lezija i početak ateroskleroze.
Životinje hranjene hranom siromašnom hromom, pokazale su: 
- Slabu toleranciju na glukozu, hiperglikemija i glikozurija.
- Visoku stopu cirkulirajućeg insulina i poremećaji rasta.
- Kraći životni vek.
- Visok nivo holesterol i trigliceridi, praćen povećanom pojavom aterosklerotskih plakova.
- Perifernu neuropatiju, smanjen broj spermatozoida i smanjenu plodnost.

Na osnovu ovih saznanja došlo se do zaključka da trovalentni hrom treba predložiti kao kofaktor za biološki aktivan molekul koji bi mogao poboljšati efekte insulina na ciljna tkiva. Insulin se luči od strane specijalizovanih ćelija u pankreasu kao odgovor na povišene nivoe glukoze u krvi, kao što je to slučaj nakon obroka. Insulin se vezuje za receptore insulina na površini ćelija, aktivirajući receptore i stimulišući unos glukoze u ćeliju. Zahvaljujući interakciji sa insulinskim receptorima, insulin omogućava ćelijama glukoze energent i orfganizmu pomaže u održavanju nivoa glukoze u krvi u uskom rasponu koncentracija. 
Pored uticaja na metabolizam ugljenih hidrata (glukoze), insulin utiče i na metabolizam masti i proteina, što zajedno, dovodi do smanjenog odgovora na insulin ili smanjene osjetljivosti na insulin u perifernim tkivima (masnom tkivu, mišićima i jetri). To dovodi do progresivnog poremećaja u lučenje insulina, što može rezultovati poremećenom tolerancijom na glukozu, i čestom pojavom šećerne bolesti tipa 2. Telo u početku povećava izlučivanje insulina u specijalizovanim ćelijama pankreasa da bi prevazišlo smanjenje osetljivosti na insulin. Međutim, pankreas posle izvesnog vremana postaje „iscrpljen” i na kraju ne proizvodi dovoljno insulina za održavanje normalne koncentracije glukoze u krvi, što kod pojedinca sa šećernom bolesti tipa 2 utiče na povećan rizik od kardiovaskularnih bolesti.

## Klinička slika
Glavni klinički znaci i simptomi nedostatka hroma uzrokovani dugotrajnom i totalnom parenteralnom ishranom su:
- smanjenje čvrstine kostiju
- pad energije, umor, pad koncentracija i loše pamćenje,
- loše zdravlje kože,
- visokih holesterola i komplikacija na srcu,
- poremećaji vida,
- promene raspoloženja, praćeno povećanjem anksioznosti,
- gubitak apetita i telesne težine, usporen rast i razvoj,
- ozbiljno narušena tolerancija na glukozu,
- gubitak težine,
- periferna neuropatija i konfuzija.[9][10]

## Dijagnoza
U skladu sa vrednostima dijetnog referentnog unosa, dijagnoza nedostatka hroma u organizmu se ne može odredit merenjem koncentracije hroma i njegovih jedinjena u plazmi ili u urinu, jer ove dijatalne vrednosti ne mogu da posluže kao korisni klinički indikatori, za realaza status hroma. 
Pre nego što je hrom postao standardni sastojak u totalnoj parenteralnoj ishrani (TPN), ljudi koji su dobijali TPN kao jedini izvor ishrane razvili su simptome, nedostatka hroma, koji su se povukli u roku od dve nedelje nakon dodavanja hroma.

## Prevencija

### Preporučeni dnevni unos hroma
Referentne vrdnosti za unosi hroma, koj su zasnovane na količini potrebnoj ljudima koji su inače zdravi, predložene su u SAD od strane Instituta za medicinu Nacionalne akademije nauka 1989. godine. One se mogu neznatno razlikovati u zavisnosti od starosti, trenutnog zdravlja, telesne težine i nivoa fizičke aktivnosti.
Adekvatni unosi hrom prema starosti i polu.
| Kategorija lica               | Adekvatna količina hroma prema starosti i polu      |
| ----------------------------- | --------------------------------------------------- |
| Dojenčad od 0 do 6 meseci     | 0,2 mikrograma                                      |
| Deca od 7 do 12 meseci        | 5,5 mikrograma                                      |
| Deca od 1 do 3 godine         | 11 mikrograma                                       |
| Deca od 4 do 8 godina         | 15 mikrograma                                       |
| Deca od 9 do 13 godina        | 25 mikrograma za dečake, 21 mikrogram za djevojčice |
| Tinejdžeri od 14 do 18 godina | 35 mikrograma za dečake, 24 mikrograma za devojčice |
| Odrasli od 19 do 50 godina    | 35 mikrograma za muškarce, 25 mikrograma za žene    |
| Žene koje su trudne           | 30 mikrograma                                       |
| Žene koje doje                | 35 mikrograma                                       |

Neki zdravstveni radnici preporučuju veći unos hroma od navedenog u tabeli za kontroli šećera u krvi, posebno osobama sa blagom i/ili ozbiljnijom insulinskom rezistencijom ili šećernom bolesti.
Mnogi stručnjaci za ishranu preporučuju 200 mikrograma dnevno u kombinaciji sa multivitamina , a visoke doze do 1.000 mikrograma onima sa šećernom bolesti tipa 2 ili metaboličkim sindromom u nekim slučajevima.

## Dijetalni izvori hroma
Hrom je prisutan u većini dijetetskih proizvoda, tako da prosečna ishrana obezbeđuje ljudskom organizmu 150—280 μg hroma dnevno, dok ukupni unos hroma hranom dnevno varira u zavisnosti od količine unetih biljnih i životinjskih namirnica. 
Bogati izvori hroma su meso, kvasac i žitarice, koje sadrže trovalentni hrom.
Koncentracija hroma u prirodi koja se obično susreće je sledeća:
- Zemljište: 10-200 μg/g
- Biljni materijali: 0,05-0,5 μg/g
- Životinjsko tkivo: 0,01-0,3 μg/g
- Slatka voda: 0.1-0.5 μg/L

Važno je napomenuti da u istim namirnicama, sadržaj hroma može da varira od mesta do mesta, zbog određenih činilaca kao što su:
- Unos hroma tokom rasta biljaka ili životinja.
- Način transporta i obrade.
- Čuvanja hrane.

Takođe je utvrđeno da se sadržaj hroma u različitim serijama istovetne hrane značajno razlikuje, kao i da dobro izbalansirana dijeta može sadržati suboptimalne nivoe dijetalnog hroma. Tako su npr.određene studije otkrile različite sadržaj hroma u određenoj hrani:
- U studiji provedenoj u Velikoj Britaniji,[16] utvrđeno je da je hrom (srednja koncentracija hroma kao mg / kg sveže mase) prisutan u sledećim količinama u različitim namirnicama: u žitaricama (0,1); meso trupa (0,2); proizvod od mesa (0,2); živina (0,2); riba (0,2); jaja (0,2); ulja i masti (0.4); zeleno povrće (0,2); ostalo povrće (0,1); konzervirano povrće (0,1); krompir (0,1); mleko (0,3); mlečni proizvodi (0.9); sveže voće (<0.1); proizvodi od voća (<0,1); šećer i konzerve (0,2).
- U drugoj studiji iz Velike Britaniji,[тражи се извор] u odabranoj hrani, utvrđen je sledeći sadržaj hroma (mg/kg): instant čaj (0,5-1,4); instant kafa (0.1); supa od paradajza (0,1); neke vrste čipsa (0,1-0,3); pileći kari s rižom (0,1-0,2); supa od gljiva (0,1); kolač (0.1); pečeni grah (0,1-0,3); sladoledi (0.1); jagnjeće meso (0,1-0,2); i vegetarijanski hamburger (0,1-0,3).

U namirnice koje se tradicionalno smatraju visokim izvorom hroma spadaju: mesa, celovite žitarice, mahunarke, orašasti plodovi, pivski kvascac, crni biber i drugi začina, sirov šećer, mekinje, zeleni grašak, brokuli, sok od grožđa, sok od narandže, jabuka, banana, krompir, beli luk, crno vino, čaj i kafa, itd. 
Važno je napomenuti da hrana sa visokim sadržajem prostih šećera, kao što su saharoza i fruktoza, ne samo da imaju niski nivo hroma, već utiču i na gubitak hroma iz organizma.
Dijeta bogata biljnom hranom
Mahunarke, krompir, beli luk i začini dobar su izvor hroma. Čaj i kafa koji su veoma popularni u svetu takođe se smatraju dobrim izvorom hroma.

## Spoljašnje veze
- Hrom — na sajtu Vitaminologija, sve o vitaminima i mineralima

|  | Molimo Vas, obratite pažnju na važno upozorenje u vezi sa temama iz oblasti medicine (zdravlja). |